# Odontadenieae
Odontadenieae je tribus zimzelenovki, dio potporodice Apocynoideae.
Tribus je opisan 1878.

## Rodovi
1. Cycladenia Benth.
2. Elytropus Müll.Arg.
3. Odontadenia Benth.
4. Pinochia M.E.Endress & B.F.Hansen
5. Secondatia A.DC.
6. Stipecoma Müll.Arg.
7. Thyrsanthella (Baill.) Pichon